# Yun Moo Kwan
Yun Moo Kwan (연무관: 'Hal voor de studie van vechtkunst’) is een van de vijf kwans, of 'scholen voor vechtkunst', die na de Tweede Wereldoorlog en de Japanse bezetting van Korea werden opgericht. 

## Chun Sang Sup
Tijdens de Japanse bezetting van Korea waren alleen Japanse vechtkunsten toegestaan. In 1931 opende de Koreaan Lee Kyung Sik een judoschool die hij Yun Moo Kwan noemde.
Chun Sang Sup, een Judo-leerling van hem, had tijdens zijn studie in Japan karate geleerd van de bekende meesters Gichin Funakoshi (Shotokan) en Toyama Kanken (Shudokan). Op voorstel van Lee Kyung Sik begon Chun Sang Sup op 3 maart 1946 met een Kong Soo Do (Koreaans: karate)-afdeling in de Yun Moo Kwan. Het aantal leerlingen groeide snel en daarom was Chun Sang Sup in staat om assistenten in te huren. Zo kwamen Yoon Byung-In en Yoon Kwei Byung bij de school. Beiden waren in Japan opgeleid door Toyama Kanken, die een combinatie doceerde van karate en kungfu (Chuan Fa). Yoon Byung-In had daarnaast ook kungfu (Koreaans: Kwon Bup) in Mantsjoerije geleerd en Yoon Kwei Byung had tevens karate geleerd van Mabuni Kenwa in Japan. De Yun Moo Kwan was uniek ten opzichte van de andere 4 kwans omdat er gecombineerd les werd gegeven in zowel karate als kungfu.

## Korea Oorlog (1950-1953)
De vijf kwans: Chung Do Kwan, Song Moo Kwan, Moo Duk Kwan, YMCA Kwon Bup Bu en Yun Moo Kwan, moesten hun lessen staken in verband met het uitbreken van de Koreaanse Oorlog. Na afloop van deze oorlog bleken zowel Lee Kyung Sik, de eigenaar van de Yun Moo Kwan, als de leraren Chun Sang Sup en Yoon Byung-In vermist te zijn. In 1953 nam Yoon Kwei Byung de Yun Moo Kwan over, en veranderde de naam in 'Ji Do Kwan -Kong Soo Do'. Deze school ging later met 7 andere kwans (de originele vijf kwans plus drie nieuwe) op in de  nieuw ontwikkelde Koreaanse vechtsport taekwondo.